# Bledius litoreus
Bledius litoreus är en skalbaggsart som först beskrevs av Herman 1972.  Bledius litoreus ingår i släktet Bledius och familjen kortvingar. Inga underarter finns listade i Catalogue of Life.